# Secours alpin suisse
Le Secours alpin suisse (SAS, en allemand : Alpine Rettung Schweiz, en italien : Soccorso Alpino Svizzero, en romanche : Salvament alpin Svizzer) est une organisation de secours en montagne responsable des interventions terrestres dans les régions alpines et préalpines ou difficilement accessibles de Suisse et des pays voisins.

## Organisation
Les sections CAS comportant une ou plusieurs stations de secours sont membres de l'une des sept associations régionales.

## Organisations partenaires
Le SAS travaille avec diverses organisations partenaires qui siègent au conseil consultatif et au comité élargi de l'organisation.